# Anaerobacter
Anaerobacter es un género de bacterias Gram-positivas, con bajo contenido de G-C, relacionado con Clostridium. Son bacterias anaerobias quimiotrofas formadoras de esporas, aunque inusuales puesto que producen más de una espora por célula bacteriana.